# Paepalanthus reflexus
Paepalanthus reflexus är en gräsväxtart som beskrevs av Silveira. Paepalanthus reflexus ingår i släktet Paepalanthus och familjen Eriocaulaceae. Inga underarter finns listade i Catalogue of Life.